# Neolucanus oberthuri bisignatus
Neolucanus oberthuri bisignatus es una subespecie de coleóptero de la familia Lucanidae.

## Distribución geográfica
Habita en Tailandia y Vietnam.